# ACL G3-Serie
Die G3-Serie war eine Baureihe von ConRo-Schiffen des Reedereikonsortiums Atlantic Container Line. Die fünf Schiffe wurden 1984/85 auf drei verschiedenen Werften gebaut und im Transatlantikdienst der Reederei eingesetzt. Sie konnten gleichzeitig Container sowie RoRo-Ladung und Fahrzeuge transportieren. Bis zur Infahrtsetzung der nachfolgenden G4-Serie waren es die weltweit größten Einheiten dieser Schiffsgattung.

## Einzelheiten
Der Entwurf der G3-Serie fußte auf den Erfahrungen mit den Mitte bis Ende der 1960er Jahre gebauten G1- und G2-Schiffen, den Erfordernissen des zwischenzeitlich deutlich gewachsenen Ladungsvolumens und dem Wunsch nach ökonomischer zu betreibenden Schiffseinheiten.
Die Schiffe waren als vielseitig einsetzbare ConRo-Schiff mit weit achterem Deckshaus und Eisklasse ausgelegt. Die Schiffe verfügten über eine achtern angeordnete RoRo-Rampe mit einer Tragfähigkeit von 420 Tonnen, aber über kein Ladegeschirr.

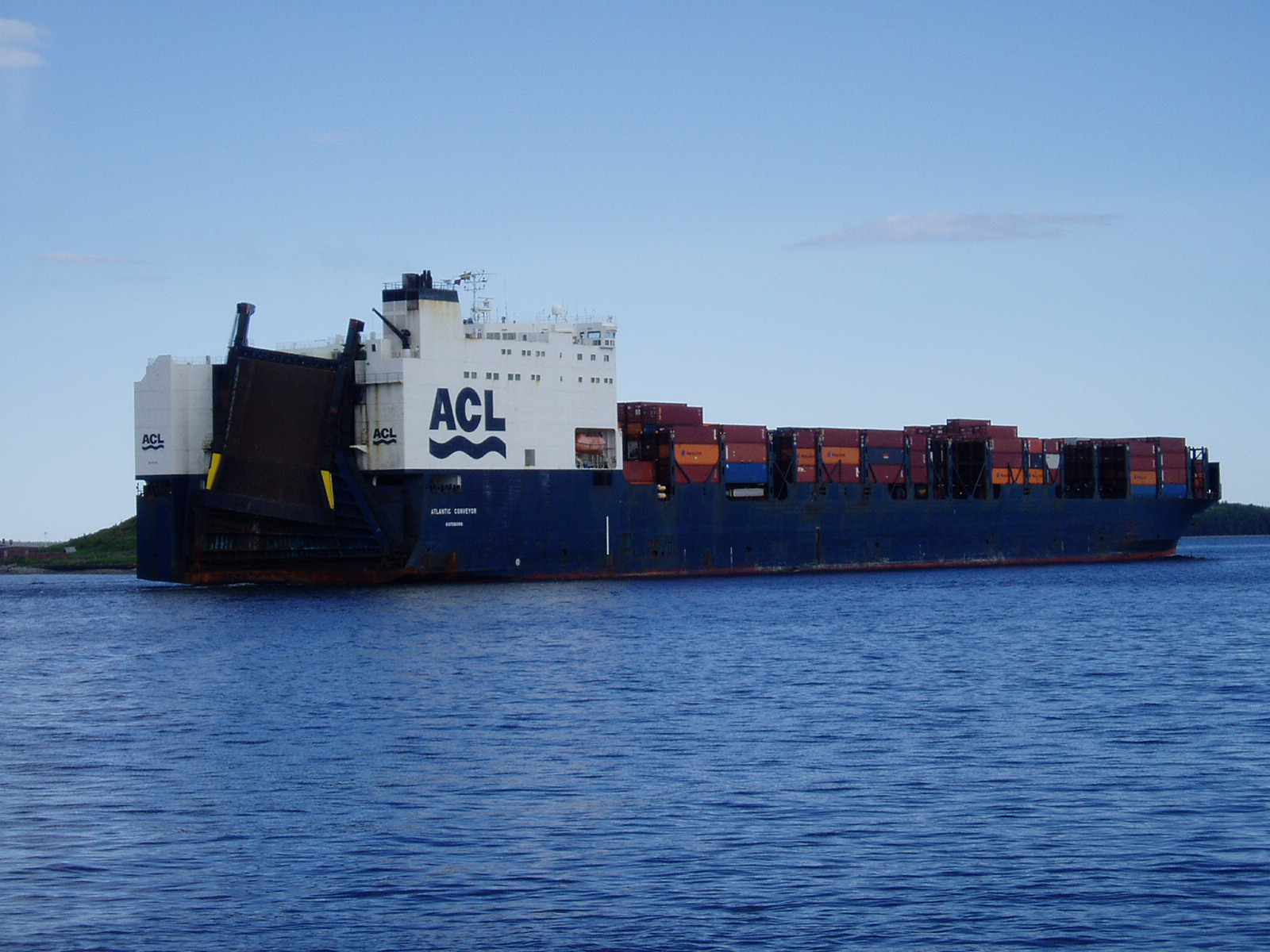
Heckansicht der Atlantic Conveyor

Die Schiffe besaßen beim Bau eine Unterteilung in zwei Laderäume, den Container- und den RoRo-Bereich. Die Schiffe wurden jedoch schon 1986/87 um 42 Meter verlängert, wobei eine Unterteilung in fünf Laderäume entstand. Der Containerbereich war mit Cellguides versehenen und durch zehn Luken für die "lift on/Lift off"-Beladung zugänglich. An Deck waren Cellguides für die Stauung von Containern vorgesehen. Dort konnten auch bis zu 150 Kühlcontainer angeschlossen werden. Der RoRo-Bereich mit drei höhenverstellbaren Decks wurde über die hintere Rampe beladen und entlöscht.
Beim Bau betrug die Containerkapazität der Schiffe 2157 TEU, von denen 424 TEU in den Containerladeräumen und weitere 725 TEU im RoRo-Bereich verstaut werden konnten. An Deck konnten anfangs 1008 TEU gestaut werden. Nach der Verlängerung erhöhte sich die Gesamtkapazität auf 2908 TEU, von denen 198 FEU und 28 TEU in den Containerladeräumen sowie weitere 424 FEU und 636 TEU im Fahrzeugbereich und dazu 1000 TEU im RoRo-Bereich verstaut werden konnten. Insgesamt gab die ACL für die Schiffe eine Kapazität von umgerechnet rund 3100 TEU an (2013).
Der Antrieb der Schiffe bestand aus einem B&W-Zweitakt-Dieselmotor. Bei der Verlängerung der Schiffe erhielten diese einen leistungsstärkeren Motor. Weiterhin standen vier Hilfsdiesel und ein Notdiesel-Generator zur Verfügung. Die An- und Ablegemanöver wurden durch Bug- und Heckstrahlruder unterstützt.

## Einsatz
Die ersten drei Schiffe wurden bei Kockums in Malmö gebaut und kamen 1984 in Fahrt, im Januar 1985 folgte die bei Swan Hunter in Wallsend gebaute Atlantic Conveyor und die Atlantic Cartier wurde im Mai 1985 deutlich verspätet abgeliefert.
Um die G3-Serie profitabler einsetzen zu können, wurden die Schiffe 1987 um jeweils rund 42 Meter verlängert. Die Atlantic Conveyor wurde bei Scott Lithgow umgebaut, während die restlichen vier Schiffe durch die Werft Hyundai Mipo in Ulsan vergrößert wurden. Zusätzlich begann ACL eine Zusammenarbeit mit Hapag-Lloyd, woraufhin auch die Schiffe der ersten Generation verschrottet werden konnten. Äußeres Zeichen der Zusammenarbeit mit der Hamburger Reederei war die Umbenennung der Einheiten Atlantic Companion und Atlantic Concert in Companion Express und Concert Express. Im Jahr 1994 erhielten die beiden umgetauften Schiffe ihre alten Namen, das Slot-Chartering-Abkommen blieb jedoch in Kraft.
Nach über drei Jahrzehnten im Transatlantikdienst der Reederei wurden die Schiffe von der Folgegeneration, der ACL G4-Serie, abgelöst und zwischen 2015 und 2017 verschrottet.

## Die Schiffe
| ACL G3-Serie                 | ACL G3-Serie          | ACL G3-Serie | ACL G3-Serie       | ACL G3-Serie                            | ACL G3-Serie |
| Bauname                      | Bauwerft/ Baunummer   | IMO- Nummer  | Ablieferung        | Auftraggeber                            | Umbenennungen und Verbleib |
| ---------------------------- | --------------------- | ------------ | ------------------ | --------------------------------------- | --- |
| Atlantic Companion           | Kockums/593           | 8214152      | 7. März 1984       | Atlantic Companion AB, Göteborg         | 1987 bei Hyundai Mipo verlängert, 1987 Companion Express, 1994 Atlantic Companion, 2015 Abbruch in Alang                      |
| Atlantic Concert             | Kockums/594           | 8214164      | 25. Mai 1984       | Rederi AB Soya, Stockholm               | 1987 bei Hyundai Mipo verlängert, 1987 Concert Express, 1994 Atlantic Concert, 2016 Abbruch in Alang                          |
| Atlantic Compass             | Kockums/595           | 8214176      | 21. September 1984 | Rederi Ab Transocean, Göteborg          | 1987 bei Hyundai Mipo verlängert; 2016 Abbruch in Alang                                                                       |
| Atlantic Conveyor            | Swan Hunter/121       | 8215534      | Januar 1985        | The Cunard Steamship Company, Liverpool | 1987 bei Scott Lithgow verlängert; 2017 Abbruch in Alang.                                                                     |
| Atlantic Cartier             | Chantiers du Nord/321 | 8215481      | Mai 1985           | Compagnie Générale Maritime, Le Havre   | 1987 bei Hyundai Mipo verlängert, Ladungsbrand am 1./2. Mai 2013 in Hamburg, nach 16 Stunden gelöscht, 2017 Abbruch in Alang. |
| Daten: Equasis, grosstonnage |                       |              |                    |                                         | |